# ماو كوباياشي (ممثلة)
ماو كوباياشي (باليابانية: 小林万桜) هي عارضة ومغنية وممثلة يابانية، ولدت في 12 يناير 1992 بطوكيو في اليابان.

## وصلات خارجية
- ماو كوباياشي على موقع IMDb (الإنجليزية)
- ماو كوباياشي على موقع قاعدة بيانات الفيلم (الإنجليزية)